# Steven Yeun
Steven Yeun (født 21. december 1983) er en sydkoreansk-amerikansk skuespiller. Han blev oprindeligt kendt for sine roller som Glenn Rhee i tv-serien The Walking Dead (2010–2016) og Ben i filmen Burning (2018).
Sidstnævnte gav ham kritisk anerkendelse inklusiv National Society of Film Critics Award for bedste mandlige birolle. Han har været nomineret til to Saturn Awards. Han havde også hovedrollen i Minari (2020) der gav ham kritisk anerkendelse og en nominering til en Oscar for bedste mandlige hovedrolle, hvilket gjorde ham til den første asiatiske amerikanske skuespiller til at blive nomineret i den kategori.
Han blev også den første asiatisk-amerikanske skuespiller, der blev nomineret til Screen Actors Guild Award for Outstanding Performance by a Male Actor in a Leading Role - Motion Picture.

## Opvækst
Yeun blev født i Seoul i Sydkorea til Je og Jun Yeun.
Hans far var arkitekt i Sydkorea inden hani 1988 flyttede sin familie til Regina i Saskatchewan i Canda.
Familien flyttede senere til Taylor, Michican og senere til Troy i Michigan, hvor Steven boede, indtil han dimitterede fra Troy High School i 2001.
Mens han voksede op blev der talt koreansk i hjemmet. I Regina gik han på Ruth M. Buck Elementary School.
Yeun er opvokset i et kristent hjem.
Yeun opnåede en bachelorgrad i psykologi med en koncentration inden for neurovidenskab fra Kalamazoo College i 2005.

## Karriere
Yeuns interesse for skuespil og improvisation kom i løbet af hans første år på Kalamazoo, da han så skolens improvisationsgruppe, Monkapult. Han var til audition til Monkapult, men blev i første omgang afvist, inden han med succes blev medlem af gruppen i løbet af sit andet år.
Yeun afslørede over for sine forældre, at han planlagde at forfølge en improvisationskarriere i Chicago i stedet for at læse jura eller medicin.
Hans forældre var utilfredse med beslutningen, men støttede ham alligevel og gav ham to år til at forfølge skuespillet.
Yeun flyttede til Chicago i 2005 og boede i byens Lincoln Square, sammen med sin bror. Kort efter eksamen sluttede han sig til Stir Friday Night, en komediegruppe bestående af asiatiske-amerikanske medlemmer.
Han sluttede sig til The Second City i Chicago, inden han flyttede til Los Angeles i oktober 2009.

### The Walking Dead
Yeuns største rolle til dato er Glenn Rhee i The Walking Dead, AMCs tv-gyserdrama baseret på tegneserien med samme navn.
Tv-serien startede i 2010 og handler om en gruppe karakterer som kæmper for at overleve i en voldelig apokalyptisk verden inficeret af kødædende Zombier.
The Walking Dead blev den højest vurderede serie i kabel-tv-historien, og sæsonerne tre til seks af showet fik de fleste 18 til 49-årige seere af kabel- eller tv-serier.
Serien har, for det meste, modtaget positive anmeldelser fra professionelle tv-kritikere.
Ifølge Variety var Yeun en "Stor del" af seriens succes. Hans karakter udviklede sig "fra et uheldig ungt medlem af showets centrale gruppe til en bona fide actionhelt og sexsymbol". Yeun forlod serien i 2016, da hans karakter blev dræbt i det første afsnit af sæson 7.

### Film
I marts 2016 fik Yeun en rolle i Joe Lynchs actiongyserfilm Mayhem. Filmen havde premiere i biograferne den 10. november 2017.
I april 2016 fik Yeun en rolle i Bong Joon-hos actionadventurefilm Okja. Den fik premiere på Netflix den 28. juni 2017.
Yeun lagde også stemme til karakteren Bo i filmen Stjernen fra 2017.
Yeun spillede derefter med i Boots Rileys sorte komediefilm Sorry to Bother You sammen med Lakeith Stanfield, Armie Hammer og Tessa Thompson,
som havde biografpremiere den 6. juli 2018.
Filmen havde premiere ved Sundance Film Festival i januar 2018.
Filmen vandt Bedste manuskript og Bedste debutfilm ved Independent Spirit Awards 2019.
I slutningen af 2018 spillede Yeun Ben i den sydkoreanske dramafilm Burning, instrueret af Lee Chang-dong. Filmen blev først afsløret ved Filmfestivalen i Cannes 2018.
Han blev rost af kritikerne for sin rolle i filmen. Han vandt en pris for bedste mandlige birolle ved Los Angeles Film Critics Association Awards 2018, Toronto Film Critics Association Awards 2018, Florida Film Critics Circle Awards 2018 og National Society of Film Critics Awards 2018.
I 2020 medvirkede Yeun i, og fungerede som ledende producent for, Lee Isaac Chung's immigrantdrama Minari, der også har Youn Yuh-jung, Han Ye-ri, Alan Kim, Noel Kate Cho, Will Patton og Scott Haze på rollelisten.
Filmen handler om en koreansk indvandrerfamilie, der bliver landmænd i Arkansas; Yeun inkluderede sin egen indvandreroplevelse i sit skuespil.
Filmen havde premiere og modtog toppriserne ved Sundance Film Festival i januar 2020.

## Personligt liv
Yeun blev gift med fotografen Joana Park den 3. december 2016.
De har to børn sammen.

## Filmografi

### Film
| År   | Titel               | Rolle       | Instruktør      | Noter                  |
| ---- | ------------------- | ----------- | --------------- | ---------------------- |
| 2009 | The Kari Files      | Chip        | Greg Grabianski | Kortfilm               |
| 2009 | My Name Is Jerry    | Chaz        | Morgan Mead     |                        |
| 2010 | Carpe Millennium    | Kevin       | Eric McCoy      | kortfilm               |
| 2010 | Blowout Sale        | Kunde       | Timothy Kendall | kortfilm               |
| 2014 | I Origins           | Kenny       | Mike Cahill     |                        |
| 2015 | Like a French Film  | Steve       | Shin Yeon-shick |                        |
| 2017 | Okja                | K           | Bong Joon-ho    |                        |
| 2017 | Mayhem              | Derek Cho   | Joe Lynch       |                        |
| 2017 | Stjernen            | Bo (stemme) | Timothy Reckart |                        |
| 2018 | Sorry to Bother You | Squeeze     | Boots Riley     |                        |
| 2018 | Burning             | Ben         | Lee Chang-dong  |                        |
| 2020 | Minari              | Jacob Yi    | Lee Isaac Chung | også ledende producent |
| 2021 | The Humans          | Richard     | Stephen Karam   | Post-produktion        |

### TV
| År           | Titel                                      | Rolle                      | Noter                                                                        |
| ------------ | ------------------------------------------ | -------------------------- | ---------------------------------------------------------------------------- |
| 2010         | The Big Bang Theory                        | Sebastian                  | Episode: "The Staircase Implementation"                                      |
| 2010–2016    | The Walking Dead                           | Glenn Rhee                 | 66 episoder                                                                  |
| 2011         | Law & Order: LA                            | Ken Hasui                  | Episode: "Hayden Tract"                                                      |
| 2011         | Warehouse 13                               | Gibson Rice                | Episode: "Don't Hate the Player"                                             |
| 2012         | NTSF:SD:SUV::                              | Ricky Meeker               | Episode: "16 Hop Street"                                                     |
| 2012         | Harder Than it Looks                       | Steven                     | Episode: "Lockdown"                                                          |
| 2013         | The Legend of Korra                        | Avatar Wan                 | Stemme; 3 episoder                                                           |
| 2013         | Filthy Preppy Teen$                        | Martin                     | Pilot                                                                        |
| 2014         | Drunk History                              | Daniel Inouye              | Episode: "Hawaii"                                                            |
| 2014         | American Dad!                              | Charles                    | Stemme; Episode: "Blagsnarst, a Love Story"                                  |
| 2014         | Comedy Bang! Bang!                         | Sig selv                   | Episode: "Steven Yeun Wears Rolled Up Black Jeans & No Socks"                |
| 2016–2018    | Voltron: Legendary Defender                | Keith                      | Stemme; 64 episoder                                                          |
| 2016–2018    | Trollhunters: Tales of Arcadia             | Steve Palchuk              | Voice; 28 episodes                                                           |
| 2017         | Stretch Armstrong and the Flex Fighters    | Nathan Park / Wingspan     | Stemme; 24 episoder                                                          |
| 2017         | Bajillion Dollar Propertie$                | Eric                       | Episode: "Disaster Drills"                                                   |
| 2017         | Robot Chicken                              | Glenn Rhee Glenn baby      | Stemme Episode: "The Robot Chicken Walking Dead Special: Look Who's Walking" |
| 2018–present | Final Space                                | Little Cato Øvrige stemmer | Stemme; 28 episodee                                                          |
| 2018         | 3Below: Tales of Arcadia                   | Steve Palchuk              | Stemme; 19 episoder                                                          |
| 2019         | Weird City                                 | Barsley                    | Episode: "Chonathan & Mulia & Barsley & Phephanie"                           |
| 2019         | The Twilight Zone                          | A. Traveler                | Episode: "A Traveler"                                                        |
| 2019         | I Think You Should Leave with Tim Robinson | Jacob                      | Episode: "Has This Ever Happened To You?"                                    |
| 2019         | Ride with Norman Reedus                    | Sig selv                   | Episode: "Bay Area with Steven Yeun"                                         |
| 2019–present | Tuca & Bertie                              | Speckle                    | Stemme; 10 episoder                                                          |
| 2020         | Wizards: Tales of Arcadia                  | Steve Palchuk              | Stemme; 10 episoder                                                          |
| 2021         | Invincible                                 | Invincible                 | Stemme; 8 episoder                                                           |

### Computerspil
| År   | Titel                            | Rolle                 | Noter  |
| ---- | -------------------------------- | --------------------- | ------ |
| 2007 | Crysis                           | Nordkoreansk soldat 2 | Stemme |
| 2008 | Crysis Warhead                   | Nordkoreansk soldat 2 | Voice  |
| 2017 | DreamWorks Voltron VR Chronicles | Keith                 | Stemme |